# Dianisches Wicca

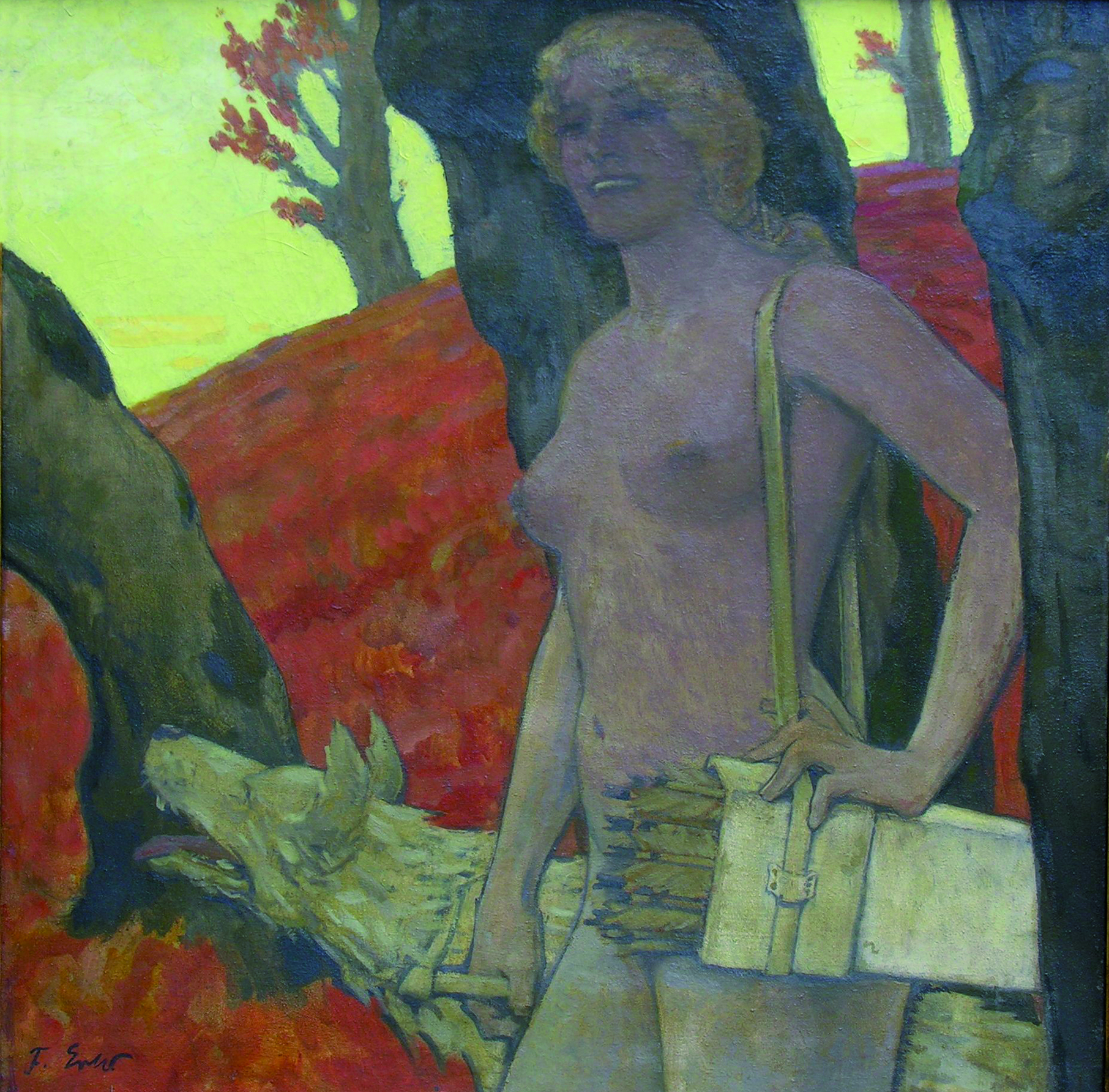
Diana

Dianisches Wicca (englisch Dianic Wicca) ist eine Ausrichtung innerhalb der neuheidnischen Wicca-Bewegung, die in den 1970er Jahren von den Amerikanerinnen Zsuzsanna Budapest und Miriam Simos (besser bekannt als Starhawk) begründet wurde.
Es reichert die Wicca-Religion mit Elementen feministischer Göttinnen-Spiritualität an.
Der Name bezieht sich auf die römische Göttin Diana, die im Mittelalter als Herrin der Hexen galt.
Als eigentliche Begründerin gilt Zsuzsanna E. Budapest. Sie ist die Autorin von The holy book of women’s mysteries, in dem sie Inhalte des Wicca, Einflüsse italienischer Volkstradition aus Charles Godfrey Lelands Aradia und der sich darauf berufenden Stregheria, Elemente aus der Religionswissenschaft des 20. Jahrhunderts, feministische Standpunkte und Familientradition zu einem Ganzen formte.
Sie begründete Ende der 1970er Jahre den ersten Dianischen Coven, den „Susan B. Anthony Coven #1“ in Venice, Kalifornien. Anfang der 1980er Jahre zog Budapest nach Oakland und gründete dort einen neuen Coven. Der ursprüngliche Coven blieb unter der Leitung von Ruth Barrett und benannte sich in „Circle of Aradia“ um.
Eine andere Ausrichtung, die ebenfalls als Dianisches Wicca bezeichnet wird, geht auf Morgan McFarland und Mark Roberts zurück, die Anfang der 1960er Jahre einen Coven in Dallas, Texas begründeten, der im Wesentlichen den Traditionen des britisch traditionellen und gardenischen Wicca folgte, aber den Schwerpunkt auf die Annäherung an die Göttin und ihre Macht legte.
Anders als bei den dianischen Coven feministischer Ausrichtung spielt der Gehörnte Gott hier weiter eine zentrale Rolle und auch Männer können Mitglieder sein.